# Joseph Lagu
Joseph Lagu (* 21. November 1931 im Weiler Momokwe in Moli, 130 Kilometer südlich von Juba) ist ein ehemaliger südsudanesischer Rebellenführer, Politiker und Botschafter.

## Leben
Joseph Lagu gehört der Volksgruppe der Madi im Südsudan an.
Im Mai 1960 schloss er sein Studium am Military College in Omdurman ab und wurde Offizier der 10. Brigade des Northern Command der sudanesischen Armee.

## 1955–1972 – Erster sudanesischer Bürgerkrieg
Im Juni 1963 desertierte Lagu von der sudanesischen Armee und schloss sich der South Sudan Liberation Movement (SSLM) gegen die Regierung des Sudans an.
Im September 1963 gründete Joseph Lagu die Anya-Nya, den militärischen Flügel der SSLM im Sezessionskrieg im Südsudan. 1968 hatte Joseph Lagu die Kontrolle über die gesamte SSLM.
Im Oktober 1970 wurde John Garang zur Anya-Nya rekrutiert.

## Friedensprozess
1972 unterzeichneten Dschafar an-Numairi und die SSLM in Addis Abeba unter der Schirmherrschaft von Haile Selassie das Addis-Abeba-Abkommen, das den Bürgerkrieg beendete.
Das Abkommen von Addis Abeba gewährte regionale Autonomie für den Südsudan führte zu zehn Jahren Frieden. Die Mitglieder von Anya-Nya wurden in die Armee und Polizei integriert. Joseph Lagu wurde Generalmajor in der sudanesischen Armee.
1978 schied Joseph Lagu aus der Armee aus und wurde zum Vorsitzenden des High Executive Council, der Regionalregierung des autonomen Südsudans, gewählt. 1982 wurde Lagu zum zweiten Stellvertreter des Präsidenten des Sudans ernannt.
Als die Numairi-Regierung 1985 durch ihren Verteidigungsminister, General Mohammed Ahmed Suar-El-Dahab, gestürzt wurde, verlor auch Joseph Lagu sein Amt als 2. Vizepräsident.
Er ging mit seiner Familie in das Vereinigte Königreich ins Exil. Dort ernannte ihn die Regierung von Sadiq al-Mahdi zum Botschafter mit wechselndem Amtsbezirk.
Als 1989 die Regierung Sadiq al-Mahdis durch einen Putsch von Omar al-Baschir gestürzt wurde, ernannte al-Baschir Lagu ebenfalls zu seinem Botschafter mit wechselndem Geschäftsbereich.
Im Mai 1998 lehnte Joseph Lag die Ernennung zum Berater des Präsidenten al-Baschir ab und ist seither ohne dienstliche Verpflichtungen.
2006 veröffentlichte Joseph Lagu unter dem Titel Sudan: Odyssey through a State From Ruin to Hope seine Memoiren.